# Поїзд на повітряній подушці

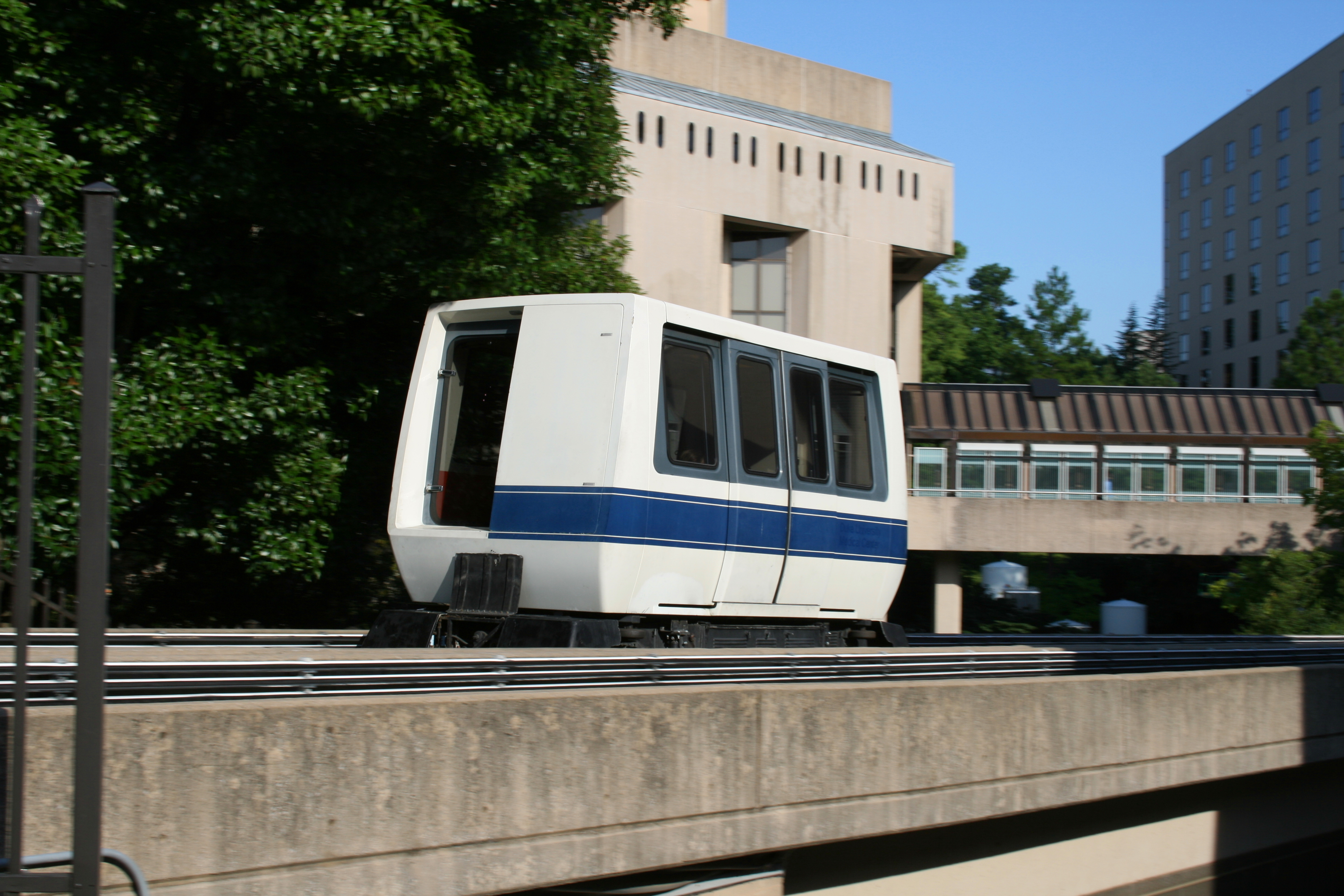
Швидкий транспорт для пацієнтів у медичному центрі університету Duke, Північна Кароліна,США

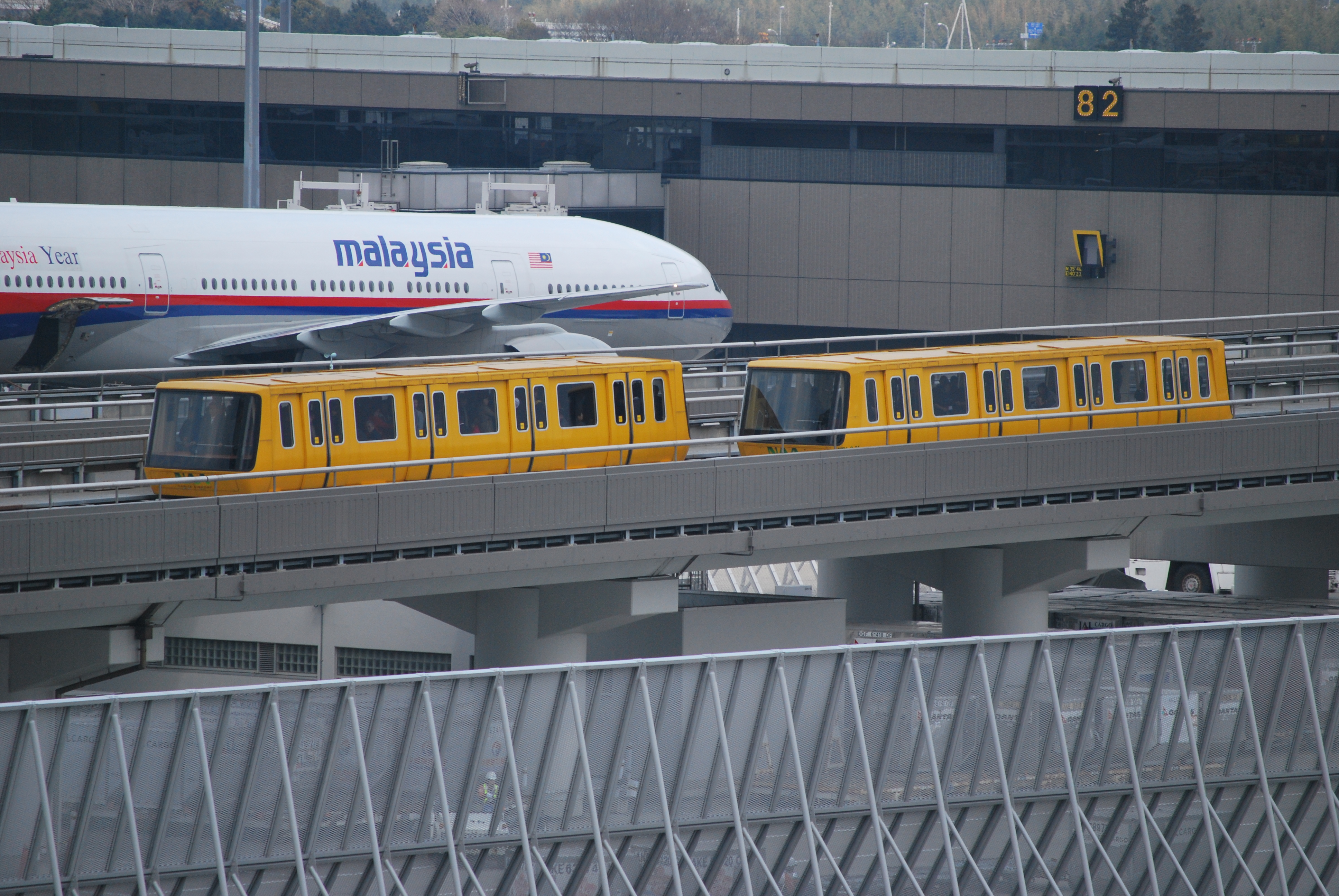
Трансферна система аеропорту Наріта, Наріта, Японія

Поїзд на повітряній подушці (англ. Hovertrain) це тип швидкісних потягів, в яких традиційні металеві колісні пари замінені повітряними підйомними подушками, а звичайні залізничні колії, напрямною доріжкою з покриттям подібним до асфальтованої дороги. Концепція має на меті усуненні тертя при коченні і забезпечує дуже високу ефективність, а також спрощує інфраструктуру, необхідну для закладання нової лінії.
Поїзди на повітряній подушці вважалися відносно безпечнішими і дешевшими, ніж технології розвитку швидкісного міжміського руху поїздів в епоху коли звичайний залізничний транспорт обмежувався максимально можливою швидкістю руху близько 140 км/г або менше. Наприкінці 1960-х, основні зусилля по розвитку такого транспорту велися у Франції, Великій Британії та США. В той час коли розроблялись поїзди на повітряній подушці, Британська залізниця займалася інтенсивним дослідженням проблем, які виникали при руху залізничного транспорту на високих швидкостях. Ці дослідження призвели до появи нових конструкцій швидкісних поїздів в 1970-х із застосуванням підвісних систем, починаючи з появи їхнього швидкісного пасажирського поїзду APT. Хоча поїздів на повітряній подушці досі мали менші затрати на інфраструктуру в порівнянні з APT і схожими конструкціями, такими як TGV, на практиці інтерес до них знизився до середини 1970-х років, через необхідність перебудови повністю нових шляхів. Звичайні колісні потяги могли працювати на малих оборотах використовуючи існуючі лінії, що значно знижувало капітальні витрати в районах щільної міської забудови.

## Основна ідея
З самого початку було помічено, що кількість енергії, яка необхідна для підйому судна на повітряній подушці, була безпосередньо пов'язана
з гладкістю поверхні, над якою він рухається. Це не дивно; повітря яке потрапляє під спідницю повітряної подушки, буде залишатися там за винятком місць, де воно просочується на ззовні навколо нижньої поверхні спідниці, де вона контактує з землею — якщо обидві контактні поверхні гладкі, кількість повітря, яке просочується, буде не великим. Не очікуваним було те, що кількість енергії, яка втрачається таким чином, може бути меншою, ніж при терті звичайних сталевих коліс транспортних засобів, принаймні на високих швидкостях.
На високих швидкостях, поїзди проявлять форму нестабільності відому як «блукаючі коливання» це призводить до того, що бокові фланці коліс вдаряють по рейкам, так ніби вони мають округлу форму в місті дотику. На швидкостях 140 км/г і більше частота цих ударів зростає так, що вони стають основною причиною опору, значно збільшуючи коливання вагона і збільшуючи ймовірність сходу з рейок. Це означало, що для поїздок з деякою критичною швидкістю, судно на повітряній подушці може бути більш безпечним і ефективним, ніж колісні транспортні засобі тієї ж самої ваги.
Крім того, такий транспортний засіб має ще інші позитивні якості судна на повітряній подушці. Невеликі недоліки поверхні, по якій він рухається, не будуть мати ніякого впливу на якість пересування, тому складну системи підвіски можна було б оптимізувати. Крім того оскільки навантаження розподіляється по всій поверхні підйомної подушки, що часто займає простір всього днища транспортного засобу, тиск на бігову поверхню значно знижується — приблизно на значення 1/10000 в порівнянні з тиском колеса потяга, і приблизно 1/20 в порівнянні тиску шини на дорогу.
Ці дві властивості дозволяє зробити висновок, що поверхня, по якій рухається поїзд на повітряній подушці, може бути значно простішою, ніж дороги, які необхідно будувати для таких самих колісних транспортних засобів; поїзди на повітряних подушках можуть рухатись по поверхнях, аналогічним до існуючих малотоннажних доріг. Це може значно знизити затрати на інфраструктуру і будівництво нових ліній для швидкісних потягів.